# جمعیت دفاع از آزادی و حاکمیت ملت ایران

دومین کنگره جمعیت در اسفند ۱۳۶۵
ایستاده از راست: احتظاظی - علی شجاعی - امیرتوکل امیرابراهیمی - حسین گلزار - آریان‌فر- محمدعلی بهنیا - حسین شاه‌حسینی - حبیب داوران - حاجی شهسواری - ابراهیم عینکچی
ردیف نشسته سوم از راست: نظام‌الدین موحد - محمد توسلی - جلال غنی‌زاده - علی اردلان - مهندس مهدی بازرگان - رحیم عابدی - تیمسار ناصر مجللی - علی‌اکبر معین‌فر
ردیف نشسته دوم از راست: ... هاشم صباغیان ... مهندس ملک خانی - جبارزاده
ردیف نشسته اول از راست: نورعلی تابنده - عیسی حاتمی - یدالله روشن اردلان - ممتاز

این جمعیت در سال ۱۳۶۴ به رهبری مهندس بازرگان و دکتر علی اردلان تأسیس شد.

## اعضای هیئت مؤسس
1. احمد صدر حاج سید جوادی
2. اسدالله مبشری
3. امیرتوکل امیرابراهیمی
4. حبیب‌الله داوران
5. حسین شاه‌حسینی
6. ابوالفضل میرشمس شهشهانی
7. عبدالعلی بازرگان
8. عزت‌الله سحابی
9. حبیب‌الله داوران
10. مهدی بازرگان
11. نورعلی تابنده
12. هرمز ممیزی
13. یدالله سحابی

## اهداف جمعیت
جمعیت علل تأسیس خود را در خبر نامه‌اش چنین برمی‌شمارد: «خشونت و اختناق، قانون‌شکنی، عدم امنیت، نابسامانیهای اجتماعی، تشدید آشفتگیهای اقتصادی و وابستگیهای زیان‌بار خارجی، خونریزی و ادامه جنگ و ویرانی . . .. نتیجه طبیعی انقلاب نبوده بلکه مولود انحراف از اهداف اولیه انقلاب، نقض عهدها و تخلفات از اصول مصروحه در قانون‌اساسی و به‌ویژه بی‌اعتنایی به حق حاکمیت ملت و محروم نمودن آنان از نظارت و دخالت در سرنوشت خویش می‌باشد.» 

## صدور بیانیه در خصوص تداوم جنگ
هشدار جمعیت دفاع از آزادی و حاکمیت ملت ایران
پیرامون تداوم جنگ
هموطنان عزیز
هر روز که از این جنگ تحمیلی می‌گذرد بدون آنکه روزنهٔ امیدی برای ختم عادلانه و شرافتمندانهٔ آن به چشم خورد، بر ابعاد خرابی‌ها و تلفات انسانی و نابودی منابع اقتصادی به‌طور بی‌سابقه‌ای افزوده می‌شود. هر روز که می‌گذرد فرصت‌ها و امکانات سیاسی نظامی مساعدی که ممکن است برای خاتمهٔ جنگ و حفظ و کسب حقوق حقهٔ ایران مورد استفاده قرار گیرد از دست می‌رود؛ و این نگرانی روز به روز بیشتر می‌شود که جنگ تحمیلی نیز به صورتی بدتر از گروگانگیری به ضرر ایران به پایان رسد.
این جمعیت که تحقق حقوق و آزادی‌های مصروحه در قانون اساسی و تأمین حاکمیت ملت را رسالت خود قرارداده چنان‌که قبلاً نیز گفتیم معتقد است که پایان عادلانه و شرافتمندانهٔ جنگ تنها زمانی ممکن خواهد بود که تمامی قشرها ملت وطنخواهان و علاقه‌مندان به سرنوشت و اعتبار و حیثیت ملی کشور، پایان جنگ را مصراً طلب نمایند. در این راستا در اردیبهشت ماه سال جاری نشریه‌ای تحت عنوان «هشدار پیرامون تداوم جنگ خانمان سوز» توسط نهضت آزادی ایران منتشر شد که به موقع و مستند و مستدل بوده، در عین حال که به ادامه جنگ اعتراض شدید گردیده مطالب مطروحه محترمانه و با حفظ شئونات در چهار چوب قانون، بیان شده‌است.
جمعیت دفاع از آزادی و حاکمیت ملت ایران امیدوار است سایر گروه‌ها و شخصیت‌ها ی سیاسی و تمامی مردم علاقه‌مند و متعهد به ایران و اسلام نیز، با نام و نشان صریح و علنی، نظرات خود را طی اقدام مشابهی اعلام و منتشر سازند. تا شاید اگر خدا بخواهد در حاکمیت و تصمیم گیرندگان جنگ مؤثر افتد و آنچه در خیر و صلاح ملک و ملت است انجام گیرد.
جمعیت دفاع از آزادی و حاکمیت ملت ایران

## نامه ۹۰ امضایی
در اردیبهشت ۱۳۶۹ نامه‌ای توسط اعضای جمعیت تهیه و خطاب به هاشمی رفسنجانی ریاست جمهور وقت نوشته می‌شود که این نامه منجر به دستگیری ۲۳ نفراز امضا کنندگان از جمله عزت‌الله سحابی، حبیب‌الله داوران و ... شرح این دستگیری و برخوردها در کتاب دو خاطره از زندان (در مهمانی حاج آقا) نوشته حبیب‌الله داوران آمده است. پس از این دستگیری‌ها و احکام زندان طولانی مدت برای برخی از اعضا، فعالیت انجمن در عمل متوقف گردید.